# 粗尾鼠屬
粗尾鼠屬（学名：Hyomys），哺乳綱、囓齒目、鼠科的一屬，而與粗尾鼠屬（粗尾鼠）同科的動物尚有爪哇鼠屬（爪哇鼠）、卡莫鼠屬（卡莫鼠）、林柔毛鼠屬（丹尼柔毛鼠）、水鼠屬（東方水鼠）等之數種哺乳動物。

## 下属物种
本属包括以下物种：
- Hyomys dammermani Stein, 1933
- Hyomys goliath (Milne-Edwards, 1900)